# Theretra viridis
Theretra viridis là một loài bướm đêm thuộc họ Sphingidae. Nó được tìm thấy ở São Tomé và Príncipe.
Sải cánh dài khoảng 40 mm. Phía trên cánh trước có màu nền xanh lá cây đậm.